# خرقة (تصوف)
الخرقة شعار الصوفي، قطعة ثوب ممزقة ترمز لفقره وخشونته، يُلبسها الشيخ مريده علامة التفويض والتسليم، ولا يمنحها إياه إلا بعد أن يقضي مرحلة رياضية خاصة، لم يكن لها في البدء لون ثابت، ثم شاءت كل طريقة أن تتخير لوناً 
يبدو أن الغرض الذي دفع شيوخ التصوف إلى استخدام الخرقة لم يكن مجرد الرمز إلى الزهد والتقشف، ولا مجرد التمييز بين طريقة وأخرى، لأننا وجدناهم يستخدمونها لهداية المريد وتطهيره من الذنوب والمعاصي والأخلاق المذمومة، ولجعله ينتقل من الحال الناقص إلى الكمال المطلوب.
تحدث ابن عربي عن لبس الخرقة وسبب قبوله لها ثم عرج على طريقة المحققين التي كان عليها قبل لقاء الخضر الذي زعم أنه ألبسه الخرقة فقال: «فجرت عادة أصحاب الأحوال إذا رأوا أحداً من أصحابهم عنده نقص في أمر ما، وأرادوا أن يكملوا له حاله يتحد به هذا الشيخ، فإذا اتحد به أخذ ذلك الثوب الذي عليه في ذلك الحال ونزع وأفرغه على الرجل الذي يريد تكملة حاله ويضمه فيسري فيه ذلك الحال فيكمل له ذلك الأمر. فلذلك هو اللباس المعروف عندنا والمنقول عن المحققين من شيوخنا».
واشترط كل من علي الخواص وأبو الفضل الأحمدي في الشيخ الذي يتأهل لإلباس الخرقة الشرط الآتي: قالا: «شرط لباسها أن يعطي الله ذلك الشيخ من القوة والعزم ما ينزع به عن المريد - حال قوله له اخلع قميصك أو قلنسوتك مثلاً - جميع الأخلاق المذمومة فيتعطل عن استعمال شيء منها، فلا يصير فيه خلق مذموم إلى أن يموت ذلك المريد، ثم يخلع على المريد مع إلباسه تلك الخرقة جميع الأخلاق المحمودة التي هي غاية درجة المريد»